# Drake Diener
Drake Diener (Fond du Lac, Wisconsin, 19. prosinca 1981.) američki je profesionalni košarkaš. Igra na poziciji bek šutera, a trenutačno je član talijanskog Teramo Basketa. Rođak je košarkaša Indiana Pacersa Travisa Dienera.

## Karijera
Karijeru je započeo na sveučilištu DePaul. Nakon svoje druge sezone na sveučilištu, izabran je za najboljeg sportaša momčadi. 2005. dijagnosticirana mu je Crohnova bolest, a zbog toga je između srpnja i listopada morao otići na dvije operacije. Zbog bolesti je godinu dana morao pauzirati. 
Nakon što se uspio oporaviti, 2006. odlazi u Europu i potpisuje za talijanskog drugoligaša Castelletto Ticino. Sljedeće sezone bio je član talijanskog prvoligaša Capo d'Orlanda. 
U momčadi Capo d'Orlanda bio je ponajbolji igrač, a već u veljači 2008. odlazi u talijanskog euroligaša Montepaschi Sienu. Zbog male minutaže u dresu talijanskog prvaka, 25. srpnja 2008. potpisuje za svoj bivši klub Capo d'Orlando. Međutim, zbog financijskih problem klub nije mogao plaćati igrače i već u rujnu 2008. postaje slobodnim igračem. Nije dugo trebalo da pronađe novi klub i ubrzo potpisuje za Air Avellino. U sezoni 2008./09. u 30 ogleda talijanskog elitnog razreda bilježio 10 poena, 5 skokova, 2 asistencije i 1.9 osvojenih lopti u prosjeku. Na kraju sezone napustio je klub i potpisao dvogodišnji ugovor s Teramom.

## Vanjske poveznice
- Profil  Arhivirana inačica izvorne stranice od 19. travnja 2012. (Wayback Machine) na Lega Basket Serie A
- Profil  Arhivirana inačica izvorne stranice od 5. listopada 2007. (Wayback Machine) na Lega Basket Serie B
- Profil na Euroleague.net
- Profil na ESPN.com